# Ryota Takasugi
Ryota Takasugi (født 10. januar 1984) er en japansk fodboldspiller, som spiller for den japanske fodboldklub V-Varen Nagasaki.